# 古巻村
古巻村（ふるまきむら）は、群馬県中部、北群馬郡に属していた村である。

## 地理
- 河川：利根川、午王川、吉岡川

## 歴史
- 1889年（明治22年）4月1日 町村制施行により有馬村、八木原村、半田村が合併し西群馬郡古巻村が成立する。
- 1896年（明治29年）4月1日 郡の統合（西群馬郡と片岡郡の統合）により群馬郡に所属する。
- 1949年（昭和24年）10月1日 北群馬郡（群馬郡から分立）に所属する。
- 1954年（昭和29年）4月1日 渋川町、金島村、豊秋村と合併し渋川市となる。